# Meesterklasse schaken 2002/03
Het Meesterklasse-seizoen 2002/03 was het 7e seizoen van de Meesterklasse, de hoogste Nederlandse schaakcompetitie voor clubteams. Er werd gestreden door 10 teams om het clubkampioenschap van Nederland in een halve competitie.

## Eindstand reguliere competitie[1]
| #   | Team                 | Ra   | Mp | Bp  | 1  | 2  | 3  | 4  | 5  | 6  | 7  | 8  | 9  | 10 |
| --- | -------------------- | ---- | -- | --- | -- | -- | -- | -- | -- | -- | -- | -- | -- | -- |
| 1.  | ZZICT                | 2431 | 17 | 66  | -- | 6½ | 6½ | 8½ | 6½ | 5  | 7½ | 8  | 8½ | 9  |
| 2.  | HSG                  | 2442 | 14 | 57  | 3½ | -- | 6  | 6½ | 7  | 8  | 4½ | 8  | 8  | 5½ |
| 3.  | Zukertort Amstelveen | 2286 | 10 | 49½ | 3½ | 4  | -- | 7  | 4½ | 5  | 6  | 6½ | 5  | 8  |
| 4.  | ING/ESGOO            | 2356 | 10 | 46  | 1½ | 3½ | 3  | -- | 4  | 7½ | 5½ | 6  | 6½ | 8½ |
| 5.  | LSG                  | 2356 | 10 | 45  | 3½ | 3  | 5½ | 6  | -- | 3½ | 3½ | 7½ | 6  | 6½ |
| 6.  | VastNed Rotterdam    | 2337 | 10 | 44  | 5  | 2  | 5  | 2½ | 6½ | -- | 5  | 6  | 5  | 7  |
| 7.  | BIS Beamer Team      | 2360 | 7  | 43  | 2½ | 5½ | 4  | 4½ | 6½ | 5  | -- | 3½ | 3½ | 8  |
| 8.  | SMB                  | 2307 | 5  | 38  | 2  | 2  | 3½ | 4  | 2½ | 4  | 6½ | -- | 5  | 8½ |
| 9.  | Groningen            | 2247 | 5  | 37  | 1½ | 2  | 5  | 3½ | 4  | 5  | 6½ | 5  | -- | 4½ |
| 10. | Utrecht (-2)         | 2187 | 0  | 24½ | 1  | 4½ | 2  | 1½ | 3½ | 3  | 2  | 1½ | 5½ | -- |

### Legenda
|  | Deelnemer aan de play-offs |
|  | Degradant                  |

## Beste individuele scores[1]
| #   | Naam                 | Team                 | W  | N | Ro   | Tpr  | ΔR   |
| --- | -------------------- | -------------------- | -- | - | ---- | ---- | ---- |
| 1.  | Bruno Carlier        | VastNed Rotterdam    | 7½ | 9 | 2380 | 2541 | +161 |
| 2.  | Rini Kuijf           | ZZICT                | 7  | 8 | 2428 | 2505 | +77  |
| 3.  | Gerhard Schebler     | ING/ESGOO            | 6½ | 9 | 2468 | 2612 | +144 |
| 4.  | Daniël Stellwagen    | HSG                  | 6½ | 9 | 2410 | 2523 | +113 |
| 5.  | Sipke Ernst          | BIS                  | 6½ | 9 | 2473 | 2542 | +69  |
| 6.  | Martin Martens       | ZZICT                | 6½ | 9 | 2411 | 2472 | +61  |
| 7.  | Maarten Solleveld    | Zukertort Amstelveen | 6  | 8 | 2438 | 2659 | +221 |
| 8.  | Friso Nijboer        | HSG                  | 6  | 8 | 2529 | 2621 | +92  |
| 9.  | Eelke Wiersma        | Zukertort Amstelveen | 6  | 9 | 2338 | 2537 | +199 |
| 10. | Lukas van der Linden | SMB                  | 6  | 9 | 2218 | 2305 | +87  |
| 11. | Merijn van Delft     | BIS                  | 6  | 9 | 2322 | 2408 | +86  |
| 12. | Gert Timmerman       | VastNed Rotterdam    | 6  | 9 | 2328 | 2413 | +85  |
| 13. | Daniel Hausrath      | ING/ESGOO            | 6  | 9 | 2475 | 2476 | +1   |
| 14. | Albert Blees         | ZZICT                | 5½ | 6 | 2382 | 2725 | +343 |
| 15. | Jop Delemarre        | ZZICT                | 5½ | 6 | 2420 | 2632 | +212 |
| 16. | Erik van den Doel    | ZZICT                | 5½ | 6 | 2589 | 2762 | +173 |

Eerste klasse

1920/21 · 1921/22 · 1922/23 · 1923/24 · 1924/25 · 1925/26 · 1926/27 · 1927/28 · 1928/29 · 1929/30 · 1930/31 · 1931/32 · 1932/33 · 1933/34 · 1934/35 · 1935/36 · 1936/37 · 1937/38 · 1938/39 · 1939/40 · 1940/41 · 1941/42
Hoofdklasse

1942/43 · 1943/44 · 1944/45 · 1945/46 · 1946/47 · 1947/48 · 
1948/49 · 1949/50 · 1950/51 · 1951/52 · 1952/53 · 1953/54 · 1954/55 · 1955/56 · 1956/57 · 1957/58 · 1958/59 · 1959/60 · 1960/61 · 1961/62 · 1962/63 · 1963/64 · 1964/65 · 1965/66 · 1966/67 · 1967/68 · 1968/69 · 1969/70 · 1970/71 · 1971/72 · 1972/73 · 1973/74 · 1974/75 · 1975/76 · 1976/77 · 1977/78 · 1978/79 · 1979/80 · 1980/81 · 1981/82 · 1982/83 · 1983/84 · 1984/85 · 1985/86 · 1986/87 · 1987/88 · 1988/89 · 1990/91 · 1991/92 · 1992/93 · 1993/94 · 1994/95 · 1995/96
Meesterklasse

1996/97 · 1997/98 · 1998/99 · 1999/00 · 2000/01 · 2001/02 · 2002/03 · 2003/04 · 2004/05 · 2005/06 · 2006/07 · 2007/08 · 2008/09 · 2009/10 · 2010/11 · 2011/12 · 2012/13 · 2013/14 · 2014/15 · 2015/16 · 2016/17 · 2017/18· 2018/19 · 2019/20 · 2020/21 · 2021/22 · 2022/23 · 2023/24 · 2024/25